# Октябрьское вооружённое восстание в Киеве
Октябрьское вооружённое восстание в Киеве ― вооруженная борьба за власть в Киеве после падения Временного правительства. Восстание, продолжавшееся 26 октября (8 ноября) — 31 октября (13 ноября) 1917 года, закончилось победой Центральной рады.

## Хронология событий
7 ноября 1917 года новости о революционных событиях в Петрограде вызвали вопросы, касающиеся политического контроля над Киевом и Украиной в целом. За контроль над Украиной вступили в борьбу три стороны: украинская Центральная рада, штаб Киевского военного округа (КВО), и Киевский комитет Социал-демократической рабочей партии (большевиков), 10 членов которой ранее присоединились к Центральной раде. Наилучшее положение было у Центральной рады: в её состав входили представители 19 политических партий, включая большевиков. Последние не имели широкого влияния на Украине, и их поддерживало лишь около 10 % от общего числа населения. До начала октябрьских революционных потрясений, Центральная рада находилась в конфликте с Временным правительством из-за требований о полной автономии Украины в составе Российского государства.
8 ноября по инициативе Центральной рады Украины был сформирован Краевой Комитет по охране революции в Украине, который должен был стать временным правительством в Киеве. В его состав вошли представители различных политических партий, советов и городской думы. Комитет проводил свои заседания в здании педагогического музея. Штаб КВО поддерживал Российское Временное правительство и не доверял Краевому комитету, поскольку в его состав входили большевики. 9 ноября Центральная рада наконец определила свою негативную позицию по отношению к государственному перевороту в Петрограде, осудив действия большевиков и заявив, что она «будет решительно бороться против всех попыток поддержать такое восстание на Украине». Рада выразила своё согласие на создание в России однородного социалистического правительства с участием представителей всех социалистических партий.
Киевские большевики во главе с Георгием Пятаковым (активным членом Центральной рады) твёрдо стояли на ленинских принципах и не были согласны с позицией Центральной рады. В тот же день они покинули Краевой комитет по охране революции и провели совместный съезд с участием представителей советов рабочих и солдатских депутатов, профессиональных союзов, заводских председателей комитетов и воинских частей (в здании театра Бергонье). И хотя было ясно, что возможный захват власти одной партией приведёт к несогласию со стороны других политических сил, расколу в обществе и гражданской войне, киевские большевики приняли резолюции в поддержку большевистского переворота в Петрограде и объявили об установлении власти Советского правительства. Также на их съезде был избран ревком, куда входили Ян Гамарник, Александр Горвиц, Андрей Иванов, Исаак Крейсберг, Владимир Затонский, Иван Кулик и другие, которым планировалось передать власть. Все они также приняли участие в Январском восстании пару месяцев спустя, чтобы поддержать взятие Киева наступающими большевистскими войсками из Российской СФСР и установить советскую власть на Украине.
В ответ на деятельности большевистских военных сил КВО приказал ликвидировать большевистский центр 10 ноября 1917 года. Войска округа окружили Мариинский Дворец, где располагался местный ревком и обстреляли здания Киевской Думы, Исполнительного комитета и Комитета большевиков. Почти все члены Киевского комитета Российской социал-демократической рабочей партии и ревком (14 человек) были арестованы. В тот же день прекратил свое существование Краевой комитет по охране революции, поскольку командующий округом, Михаил Квецинский, отказался принимать приказы от него. 10 ноября все функции ликвидированного Краевого комитета по охране революции были переданы Генеральному секретариату Центральной рады.
Большевики ответили на эту акцию восстановлением ревкома на следующий день (туда входили Владимир Затонский, Андрей Иванов, Иван Кудрин и другие). Они начали вооружённую операцию против сил КВО.
29 октября (11 ноября) на VII сессии Центральной рады депутаты сформировал координационную комиссию для выработки условий прекращения боевых действий в Киеве. Комиссия, в которую вошли представители всех влиятельных политических сил, решила, что власть в городе принадлежит Украинской Центральной Раде, вместе с Киевом. Центральная рада, по плану, должна была сотрудничать с Городской думой и советами рабочих и солдатских депутатов.
В течение следующих нескольких дней уличные перестрелки происходили в некоторых частях города (Печерск, Демеевка).
Воспользовавшись поражением правительственных войск, украинские части взяли под свой контроль главные государственные учреждения города.
13 ноября руководители штаба Киевского военного округа, который был расположен на улице Банковой, подписали соглашение о прекращении огня с Киевским ревкомом. Вскоре генералитет и часть войск покинули Киев.
Вслед за переходом власти в Киеве к Центральной Раде, VII сессия объявила о переходе власти на всей территории Украины к ЦК. Об этом сообщается в «Обращении Центральной Рады к гражданам Украины», опубликованном 1 (14) ноября. 3 (16) ноября совместное заседание ЦК с исполнительными комитетами Советов рабочих и солдатских депутатов Киева признало Раду региональной властью на Украине.
Последствием передачи власти в Киеве и на Украине Центральной Раде стало провозглашение 7 (20) ноября 1917 года III универсалом Украинской Народной Республики (УНР) со столицей в Киеве как автономной части демократической Российской Республики.